# Свети архангели Михаил и Гавраил (Несебър)
„Свети архангели Михаил и Гавраил“ е православна църква в Несебър, Източна България, днес полуразрушена. Тя е част от Архитектурно-историческия резерват в града, който е част от Световното наследство на ЮНЕСКО и един от 100-те национални туристически обекта.

## История, архитектурни и художествени особености
Църквата е построена през 13 век. Тя е еднокорабна, кръстокуполна, с притвор. Размерите ѝ са 13,90 Х 5,30 метра. Църквата е завършвала с широк купол, а на запад е имало четвъртита кула, която се е издигала над притвора. Каменната стълбичка, която е водела към нея, е скрита в западната стена на църквата. В храма се влиза през три врати – една на северната стена към кораба и две към притвора.
На изток църквата завършва с три малки, многостенни апсиди с отвори в тях. Богата е и външната ѝ украса. Арките са подчертани от тройни редици зелени глазирани „панички“, а под тях пространствата са изпълнени с шахматно наредени каменни блокчета и двойки тухлички и има правоъгълен план с размери 13,9 x 5,3 м.